# 阿莫爾鎮區 (北達科他州鮑曼縣)
阿莫爾鎮區（英語：Amor Township）是位於美國北達科他州鮑曼縣的一個鎮區。

## 地方資料
阿莫爾鎮區的面積為92.92平方千米，當中陸地面積為92.85平方千米，而水域面積為0.07平方千米。根據2010年美國人口普查的數據，當地共有人口16人，而人口密度為每平方千米0.17人。